# Demokrat Läppli
Demokrat Läppli ist ein Schweizer Spielfilm aus dem Jahre 1961 von und mit Alfred Rasser.

## Handlung
Theophil Läppli, ein Dickkopf und Schweizer Patriot durch und durch, ist auf die Spuren der «Wiege der Demokratie» gegangen und hat sich in Griechenland, nach einem Besuch auf der Akropolis, dazu inspirieren lassen, nach seiner Rückkehr in die Heimat eine «wahre Demokratie» zu verwirklichen. Zum Nationalfeiertag am 1. August hält ein Firmendirektor namens Boller eine Rede, die Läppli an «typische» Schweizer Werte wie Aufrichtigkeit glauben lässt. Doch der Geschäftemacher scheint Läppli bald nur als ein Hasardeur und Profitgeier wie viele andere auch: Erst kauft er für einen Spottpreis Läpplis Schwester Agathe ihr kleines Häuschen ab, um es dann abzureissen und sich dort eine eigene Villa hinzustellen. Die entsteht nach dem klassischen Kuhhandel-Prinzip: Ein politischer Freund Bollers darf die Bauzeichnungen vorlegen und sich damit ein ordentliches Sümmchen verdienen, dafür unterstützt dieser Bollers Kandidatur für den Nationalrat. Theophil Läppli ist über diese Art von Händel, Schacherei und Geschäftemacherei erbost, kann aber vorerst nichts dagegen unternehmen.
Derweil zeigt sich Direktorengattin Frau Boller überhaupt nicht einverstanden mit dem Villenneubau und stiftet darob ihres Mannes Angestellten Hunziker dazu an, beim Haus ein Feuerchen zu entfachen. Auch von anderer Seite bläst dem ehrgeizigen Direktor Boller der Wind ins Gesicht: Sein von ihm entlassener Angestellter Herbert Flammer will die korrupten Machenschaften seines ehemaligen Chefs offenlegen und hat aus diesem Grunde die «Partei der aktiven Demokraten» gegründet. Läppli ist für dessen Absicht Feuer und Flamme und verspricht Flammer, ihn bei seiner Arbeit zu unterstützen. Er überlässt ihm sogar einen Teil seiner Ersparnisse. Doch ehe es zur Auszahlung kommen kann, hat sein alter Freund Fritz Mislin das Geld unterschlagen, um sich im sonnigen Italien einen schönen Lenz zu machen.
Derweil ist Läppli vor Schwester Agathes altem Grundstück angekommen und sieht die Boller-Villa brennen. Dabei wird er gesehen, und sofort nimmt die Staatsgewalt an, dass nur Läppli das Streichholz entzündet haben kann. Der aufsässige Lokalpatriot wird zu sieben Monaten Gefängnishaft verurteilt. Doch Demokrat Läppli lässt sich auch dadurch nicht beirren und findet anschliessend eine neue Arbeitsstelle in Bollers Konservenfabrik. Hier muss er feststellen, wie unmenschlich die Arbeitswelt der Schweizer Moderne geworden ist. Und wieder begehrt der alte Mann gegen die Ungerechtigkeit auf. Er hält kurzerhand die Maschinen an … und wird daraufhin prompt entlassen. Als er bei seinem politischen Weggefährten und Vertrauten Flammer einen Text der Schweizer Verfassung entdeckt, entschliesst sich Läppli, seinen Volksvertretern auf den Zahn zu fühlen und geht nach Bern, um im dortigen Bundeshaus von den Bundesräten Erklärungen zu bestimmten Fehlentwicklungen zu verlangen.

## Produktionsnotizen
Demokrat Läppli, auch unter dem Alternativtitel HD Läppli wird Zivilist geführt, wurde von September bis Oktober 1961 gedreht und am 26. Dezember 1961 sowohl in Basel (im Capitol-Kino) als auch in Bern (im Metropol-Kino) uraufgeführt. Die Atelieraufnahmen entstanden im Studio Neuhaus der Kägi-Film in Rümlang-Zürich, die Aussenaufnahmen in Zürich, Basel, Luzern, Urswil, Hochdorf, Dielsdorf, Thun, Rümlang sowie im Bundeshaus zu Bern und in der griechischen Hauptstadt Athen.
Die Filmbauten entwarf Nino Borghi, Georges C. Stilly hatte die Produktionsleitung und Rolf Lyssy war Regieassistent. Der einstige enge Mitarbeiter Arnold Fancks und Bergfilmkameramann-Veteran Hans Schneeberger beendete hiermit seine seit 1959 andauernde Spielfilmtätigkeit in der Schweiz.
Hauptdarsteller Rasser nahm nach dem Erfolg von HD Läppli mit diesem sketchhaften Film die Figur des friedfertigen Querkopfes Theophil Läppli wieder auf und sponn dessen Geschichte weiter. Da der Erfolg diesmal jedoch ausblieb und auch die Kritiker diesen Film (aus unterschiedlichen Gründen) einhellig verrissen, wurden weitere Läppli-Geschichten nur noch für das Fernsehen hergestellt.

## Kritiken
«Der Film ist erfrischend (und ganz ungewöhnlich) aggressiv, die Form entspricht jedoch in keiner Weise dem Gehalt und die Gags, die diese vielfältige Anklage akzentuieren, sind von sehr unterschiedlicher Qualität.»

Im Lexikon des internationalen Films heisst es: «An den Erfolg des Films HD Läppli angehängt, bietet dieser Film teils biedere Blödeleien, teils bittere Politsatire mit realen Bezügen. Alfred Rasser brilliert zwar in der umwerfend komischen Hauptrolle als eidgenössischer Schwejk, doch der Film krankt an der ungeschickten Reihung von Kabarettnummern.»